# Synodontis congicus
Synodontis congicus là tên của một loài cá da trơn bôi lộn ngược và là loài đặc hữu của Cộng hòa Dân chủ Congo, Cộng hòa Congo. Chúng thường xuất hiện ở phần trên và phần giữa của thượng lưu sông Congo. Năm 1971, nhà ngư học người Bỉ Max Poll mô tả dựa trên những mẫu vật thu thập ở sông Dungu, gần thị trấn Gangala-na-Bodio, Cộng hòa Dân chủ Congo. Nghĩa của tên loài congicus là "đến từ Congo".

## Mô tả
Loài cá này có màu từ xám hơi sáng đến màu bạc, từ 1 đến 4 đốm trên cơ thể.
Tương tự như nhiều loài trong chi Synodontis, hai bên đâu của Synodontis acanthoperca có một cái gai vốn là xương của loài này và nó có thể mở rộng ra khi chúng mở mang. Tia đầu tiên của vây lưng và vây ngực thì có răng cưa. Vây đuôi thì chia ra làm hai rất rõ ràng. Hàm trên có răng thì nón, còn hàm dưới thì có hình chữ S và còn có thể di chuyển. Chúng có 3 cặp râu, một cặp thì ở hàm trên và hai cặp ở hàm dưới thì phân nhánh.
Mỗi cá thể của chúng khi trưởng thành đạt đến chiều dài 16 cm (6,3 in).
Trong tự nhiên, loài cá này sinh sống ở những vùng nước nhiệt đới với nhiệt độ từ 22 đến 25 độ C (72 đến 77 độ F), độ pH từ 6,2 đến 7,2, còn dH là 5-15. Điển hình là ghềnh thác Kinsuka ở hạ lưu lưu vực sông Congo, ngược dòng của thượng lưu lưu vực sông Congo, bao gồm cả sông Luapula và hồ Mweru.